# SN 2006ik
SN 2006ik – supernowa typu Ia odkryta 13 września 2006 roku w galaktyce A012606-0543. W momencie odkrycia miała maksymalną jasność 19,20m.